# تعليم عن بعد
التعليم عن بعد  (بالإنجليزية: Distance Education) والمعروف أيضا بـ التعلم الإلكتروني (بالإنجليزية: Distance Learning) هو أحد طرق التعليم الحديثة نسبيًا. ويعتمد مفهومه الأساسي على وجود المتعلم في مكان يختلف عن مصدر التعليم الذي قد يكون الكتاب أو المعلم أو حتى مجموعة الدارسين.
وهو نقل برنامج تعليمي من موضعه في حرم مؤسسة تعليمية ما إلى أماكن متفرقة جغرافيًا ويهدف إلى جذب طلاب لا يستطيعون تحت الظروف العادية الاستمرار في برنامج تعليمي تقليدي.
وكان هذا عادة ما ينطوي على دورات بالمراسلة حيث يتراسل الطالب مع المدرسة عبر البريد، أما اليوم فيتضمن التعليم عبر الإنترنت، وكان هناك خطأ شائع في اعتبار أن التعليم عن بعد هو مرادف للتعليم عبر الإنترنت، وفي واقع الأمر فإن التعليم من خلال الإنترنت هو أحد وسائل التعليم عن بعد ولكن نظراً لانتشار الأول فإنه اعتبر في أحيان كثيرة مرادفا للتعلم عن بعد.
يمكن أن يكون برنامج التعلم عن بعد التعلم عن بعد بالكامل، أو مزيج من التعلم عن بعد والتعليم التقليدي في الفصول الدراسية (يسمى في هذه الحالة بنظام التعليم الهجين أو نظام التعليم المختلط).
وتعد دورات المساق الهائل المفتوح عبر الإنترنت (MOOCs) والتي تقدم مشاركة تفاعلية واسعة النطاق والوصول المفتوح من خلال شبكة الويب العالمية أو تقنيات الشبكات الأخرى، من الأساليب التعليمية الحديثة في التعليم عن بعد.
ويتم استخدام عدد من المصطلحات الأخرى (التعلم الموزع، والتعليم الإلكتروني، والتعليم عبر الهاتف المحمول، والتعليم عبر الإنترنت، والفصول الدراسية الافتراضية، وما إلى ذلك) بشكل مرادف تقريبًا مع التعليم عن بعد.

## تاريخ
كانت أولى محاولات التعليم عن بعد في عام 1728م عندما تم نشر إعلان في جريدة بوسطن جازيت للمدرس «كاليب فيليبس، مدرس الطريقة الجديدة المسماة اليد القصيرة»، والذي خاطب الطلاب الراغبين في التعلم من خلال الدروس الأسبوعية بالبريد.
وفي عام 1840 قدم السير إسحاق بيتمان أول دورة تعليمية عن بعد بالمعنى الحديث في أربعينيات القرن التاسع عشر، حيث قام بتدريس نظام الاختزال عن طريق إرسال نصوص مكتوبة بشكل مختصر على بطاقات بريدية وتلقي نسخ من طلابه مقابل التصحيح. كانت ملاحظات الطلاب الراجعة بمثابة ابتكار حاسم في نظام بيتمان. أصبح هذا الشكل قابل للتطبيق عبر إنجلترا.
أثبتت هذه البداية المبكرة أنها ناجحة للغاية، وتم تأسيس جمعية المراسلة الصوتية بعد ثلاث سنوات لإنشاء هذه الدورات على أساس أكثر رسمية. مهدت الجمعية الطريق لتشكيل لاحق لكليات السير إسحاق بيتمان في جميع أنحاء البلاد.
وفي عام 1873 تأسست أول مدرسة مراسلة في الولايات المتحدة هي «جمعية تشجيع الدراسات في المنزل» من أجل نشر التعليم بين الأمريكيين.

تأسست جامعة أكسفورد عام 1894، وكانت أول كلية للتعليم عن بعد في المملكة المتحدة.

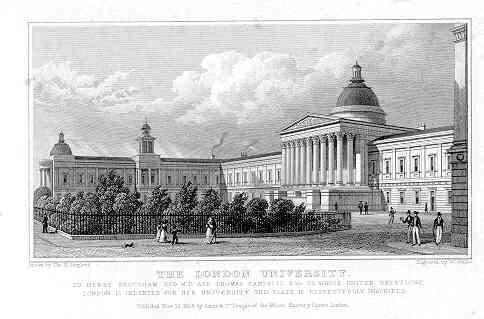
جامعة لندن 1827, رسمها توماس هـ. شيبرد

### دورات المراسلات الجامعية
بدأ التعليم عن بعد في القرن التاسع عشر فيما عرف التعليم بالمراسلة، حيث كان الهدف منه ربحيا إذ تقوم المؤسسات التعليمية بتصميم المحتويات التعليمية اللازمة للأساليب غير التقليدية للتعلم تلبية لرغبة التعلم لدى فئات من المجتمع لا تتمكن من الانتظام في الفصول الدراسية التي يتطلبها التعليم التقليدي.ففي ذلك الوقت كان المحتوى التعليمي يرسل عن طريق البريد ويتألف من (المواد المطبوعة عموما، ودليل الدراسة، والمقالات المكتوبة والمهام والوظائف الأخرى.

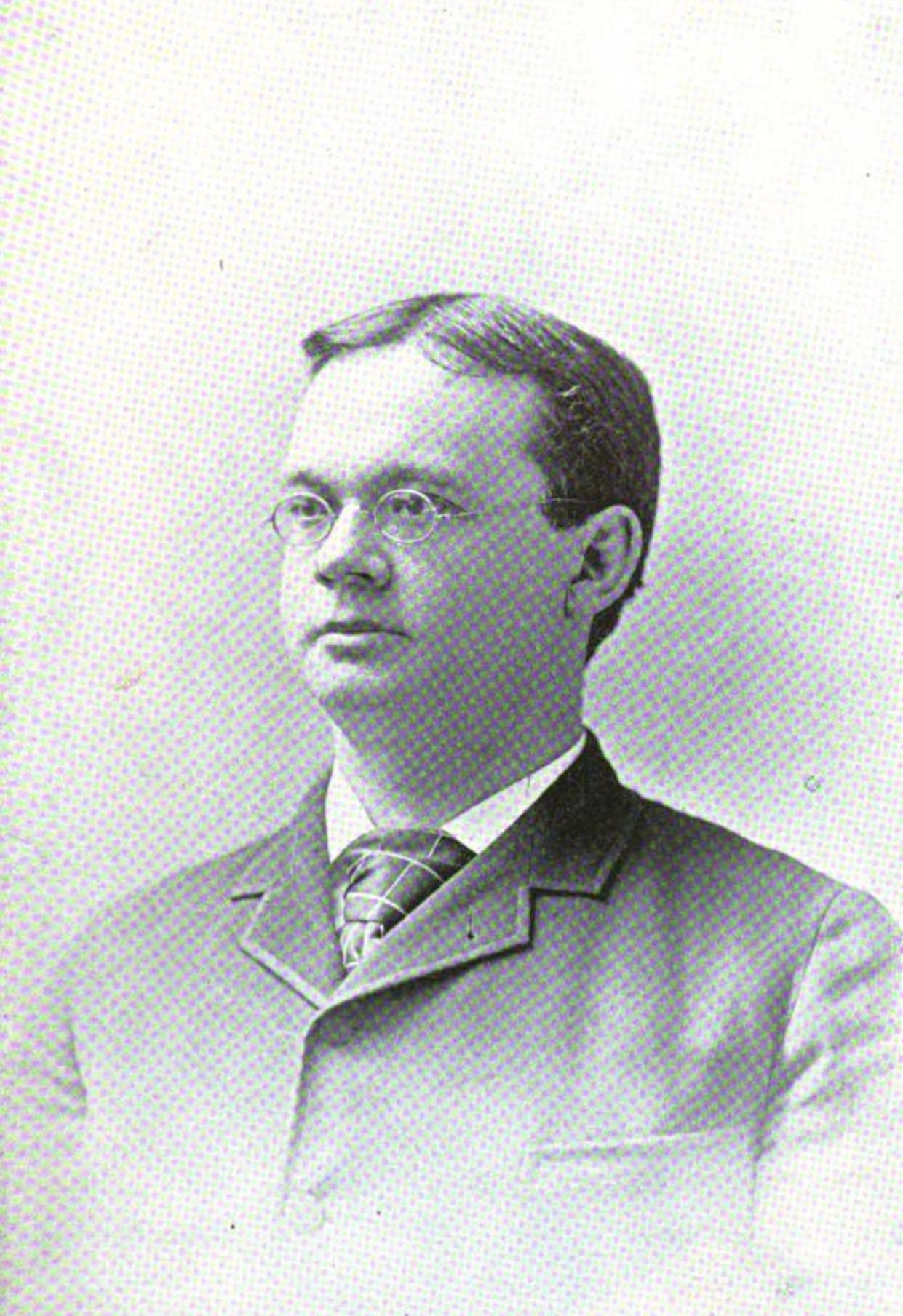
وليام ريني هاربر أول رئيس لجامعة شيكاغو

كانت جامعة لندن هي أول جامعة تقدم شهادات التعلم عن بعد، وأنشأت برنامجها الخارجي في عام 1858، وتكمن خلفية هذا الابتكار في حقيقة أن المؤسسة (التي عُرفت لاحقًا باسم يونيفيرسيتي كوليدج لندن) كانت غير طائفية، ونظرًا لكثافة المنافسات الدينية في ذلك الوقت، كانت هناك صرخة كنسية ضد الجامعة «الكافرة». وسرعان ما اختصرت القضية في تحديد المؤسسات التي تتمتع بصلاحيات منح الشهادات والمؤسسات التي لا تتمتع بصلاحيات.
كان الحل الوسط الذي ظهر عام 1836 هو أن تُمنح السلطة الوحيدة لإجراء الامتحانات المؤدية إلى الحصول على درجات إلى كيان جديد معترف به رسميًا يسمى «جامعة لندن»، والذي سيكون بمثابة هيئة فحص لكليات جامعة لندن، في الأصل جامعة كوليدج لندن وكينغز كوليدج لندن، ويمنح طلابهم درجات جامعة لندن. كما يقول Sheldon Rothblatt: «وهكذا نشأ التمييز الإنجليزي الشهير بين التدريس والاختبار في شكل نموذجي تقريبًا، ويتجسد هنا في مؤسسات منفصلة.» 
مع منح الدولة صلاحيات الفحص لكيان منفصل، تم وضع الأساس لإنشاء برنامج داخل الجامعة الجديدة من شأنه أن يدير الامتحانات ويمنح المؤهلات للطلاب الذين يتلقون تعليمات في مؤسسة أخرى أو يتابعون دورة دراسية ذاتية التوجيه.
يشار إليها باسم «جامعة الشعب» من قبل تشارلز ديكنز لأنها أتاحت الوصول إلى التعليم العالي للطلاب من خلفيات أقل ثراءً، وقد تم اعتماد البرنامج الخارجي من قبل الملكة فيكتوريا في عام 1858، مما جعل جامعة لندن أول جامعة تقدم شهادات التعلم عن بعد للطلاب. زاد الإلتحاق بشكل مطرد خلال أواخر القرن التاسع عشر، وتم نسخ هذا المثال على نطاق واسع في أماكن أخرى. يُعرف هذا البرنامج الآن باسم برنامج جامعة لندن الدولي، ويتضمن درجات الدراسات العليا والجامعية والدبلوم التي أنشأتها الكليات مثل كلية لندن للاقتصاد ورويال هولواي وجولدسميث.

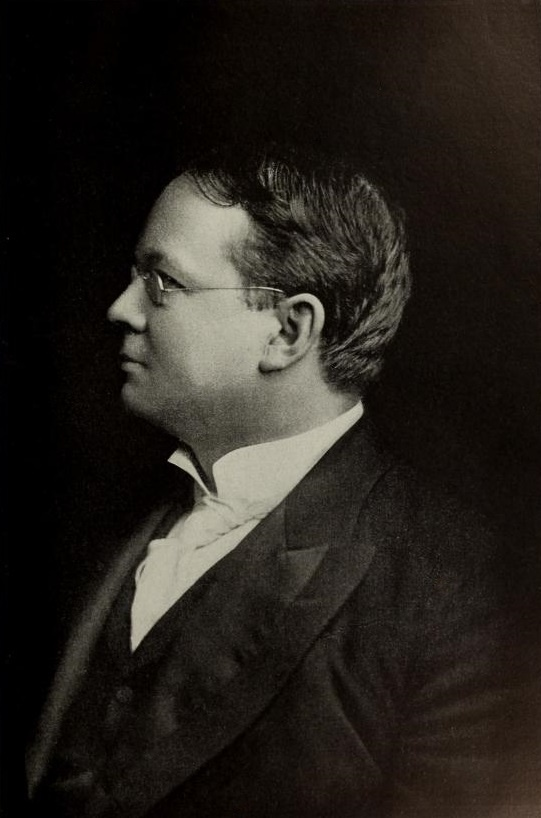
شجع ويليام ريني هاربر على تطوير دورات جامعية خارجية في جامعة شيكاغو الجديدة في تسعينيات القرن التاسع عشر.

في الولايات المتحدة، احتفل ويليام ريني هاربر ‏، المؤسس والرئيس الأول لجامعة شيكاغو، بمفهوم التعليم الموسع، حيث توجد كليات تابعة للجامعة البحثية في أماكن أخرى من المنطقة.

في عام 1892، شجع هاربر دورات المراسلة لزيادة تعزيز التعليم، وهي الفكرة التي تم تطبيقها من قبل شيكاغو وويسكونسن وكولومبيا وعشرات الجامعات الأخرى بحلول عشرينيات القرن الماضي. نما التسجيل في أكبر مدرسة خاصة للربح مقرها سكرانتون، بنسلفانيا، مدارس المراسلة الدولية ‏ بشكل كبير في تسعينيات القرن التاسع عشر. تأسست عام 1888 لتوفير التدريب لعمال مناجم الفحم المهاجرين بهدف أن يصبحوا مفتشي مناجم أو ملاحظين حكوميين، وسجلت 2500 طالبًا جديدًا في عام 1894 وسجلت 72000 طالبًا جديدًا في عام 1895. وبحلول عام 1906، بلغ إجمالي عدد المسجلين 900000.يرجع النمو إلى إرسال كتب مدرسية كاملة بدلاً من الدروس الفردية، واستخدام 1200 بائع شخصي قوي. كان هناك تناقض صارخ في علم أصول التدريس:
تهدف المدرسة أو الكلية الفنية العادية إلى تعليم الرجل على نطاق واسع؛ هدفنا، على العكس من ذلك، هو تثقيفه فقط وفقًا لخط معين. تطلب الكلية أن يكون للطالب مؤهلات تعليمية معينة لدخولها وأن يدرس جميع الطلاب لنفس المدة الزمنية تقريبًا؛ عند الانتهاء من دوراتهم، من المفترض أن يكونوا مؤهلين لدخول أي فرع من عدد من الفروع في مهنة معينة. نحن، على العكس من ذلك، نهدف إلى جعل دوراتنا مناسبة للاحتياجات الخاصة للطالب الذي يأخذها.
كان التعليم أولوية عالية في العصر التقدمي، حيث توسعت المدارس الثانوية والكليات الأمريكية بشكل كبير. بالنسبة للرجال الأكبر سنًا أو الذين كانوا مشغولين جدًا بالمسؤوليات الأسرية، تم افتتاح مدارس ليلية، مثل مدرسة YMCA في بوسطن التي أصبحت جامعة نورث إيسترن. خارج المدن الكبرى، قدمت مدارس المراسلة الخاصة حلاً مرنًا ضيق التركيز. نظمت الشركات الكبيرة برامجها التدريبية للموظفين الجدد. نمت الرابطة الوطنية لمدارس الشركات من 37 في عام 1913 إلى 146 في عام 1920. وبدءًا من ثمانينيات القرن التاسع عشر، افتتحت المدارس الخاصة في جميع أنحاء البلاد والتي قدمت تدريبًا تقنيًا متخصصًا لأي شخص مسجل، وليس فقط لموظفي شركة واحدة. ابتداء من ميلووكي في عام 1907، بدأت المدارس العامة في فتح برامج مهنية مجانية.
فقط ثلث سكان الولايات المتحدة كانوا يعيشون في مدن يبلغ عدد سكانها 100 ألف نسمة أو أكثر في عام 1920 ؛ للوصول إلى الباقي، كان لابد من اعتماد تقنيات المراسلة. كانت أستراليا، بمسافاتها الشاسعة، نشطة بشكل خاص؛ في جامعة كوينزلاند أنشأت وزارة الخاص بالدراسات المراسلات في عام 1911. وفي جنوب أفريقيا، وجامعة جنوب أفريقيا، سابقا هيئة التحقيق وإصدار الشهادات، بدأت الحالي الدراسية التعليم عن بعد في عام 1946. المؤتمر الدولي للمراسلة التعليم عقدت في الاجتماع الأول في عام 1938. كان الهدف هو توفير التعليم الفردي للطلاب، بتكلفة منخفضة، باستخدام أصول تعليمية للاختبار والتسجيل والتصنيف والتمايز. تم تغيير اسم المنظمة منذ ذلك الحين ليصبح المجلس الدولي للتعليم المفتوح والتعليم عن بعد (ICDE)، ومقره في أوسلو، النرويج.

### الجامعات المفتوحة
تأسست الجامعة المفتوحة في المملكة المتحدة من قبل حكومة حزب العمال آنذاك بقيادة رئيس الوزراء، هارولد ويلسون، بناءً على رؤية عالم الاجتماع مايكل يونغ.
بدأ التخطيط في عام 1965 تحت إشراف وزيرة الدولة للتعليم، جيني لي، التي أسست نموذجًا للجامعة المفتوحة (OU) كواحد من توسيع نطاق الوصول إلى أعلى معايير المنح الدراسية في التعليم العالي وأنشأت لجنة تخطيط تتكون من نائب الجامعة - السادة التربويون والمذيعون التلفزيونيون، برئاسة السير بيتر فينابلز.
ولقد حصل حصل جيمس ريدموند، مساعد مدير الهندسة في هيئة الإذاعة البريطانية (BBC)، على معظم مؤهلاته في المدرسة الليلية، وقد أدى حماسه الطبيعي للمشروع إلى التغلب على الصعوبات التقنية المتمثلة في استخدام التلفزيون لبث برامج التدريس.

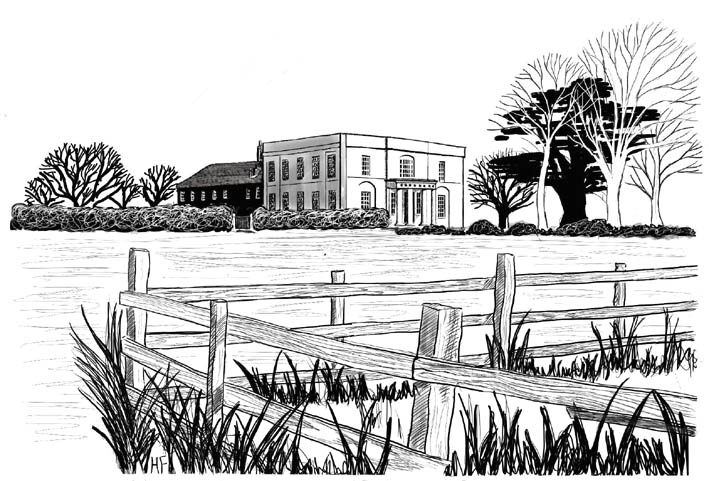
لوحة فنية تبين مقر الجامعة المفتوحة في إنجلترا

وفي العقدين الأخيرين تأسست أربع جامعات في أوروبا وأكثر من عشرين حول العالم تطبق تقنية التعليم عن بعد

### جائحة كوفيد-19
أدت جائحة كوفيد-19 (مرض فيروس كورونا 2019) إلى إغلاق الغالبية العظمى من المدارس في جميع أنحاء العالم، وانتقلت العديد من المدارس إلى أسلوب التعلم عن بعد عبر الإنترنت عبر الأنظمة الأساسية بما في ذلك منصات زوم وسيسكو ويبيكس وقاعة دراسة جوجل ومايكروسوفت تيمز و D2L و Edgenuity.
وهناك العديد من المُبادَرات الداعمة للتطوير الذاتي لمهارات المعلم والطالب في استخدام استراتيجيات التعلم عن بعد لمواجهة جائحة كوفيد-19، على سبيل المثال لا الحصر، مُبادَرة معلمون التي أسستها المعلمة رغدة محمد.
ولقد نشأت مخاوف بشأن تأثير هذا الانتقال على الطلاب بسبب مشاكل الاتصال الثابت بالإنترنت.

## التقنيات
بدأ التعليم عن بعد من خلال بعض الجامعات الأوربية والأمريكية في أواخر السبعينات التي كانت تقوم بإرسال مواد تعليم مختلفة من خلال البريد للطالب، وكانت هذه المواد تشمل الكتب، شرائط التسجيل وشرائط الفيديو، كما كان الطالب بدوره يقوم بإرسال فروضه الدراسية باستخدام نفس الطريقة. وكانت هذه الجامعات يشترط حضور الطالب بنفسه لمقر الجامعة لأداء الاختبار النهائي الذي بموجبة يتم منح الشهادة للطالب.
ثم تطور الأمر في أواخر الثمانينات ليتم من خلال قنوات الكابل والقنوات التليفزيونية وكانت شبكة الأخبار البريطانية رائدة في هذا المجال. وفي أوائل التسعينات ظهرت الإنترنت بقوة كوسيلة اتصال بديلة سريعة وسهلة ليحل البريد الإلكتروني محل البريد العادي في إرسال المواد الخفيفة والفروض.
وفي أواخر التسعينات وأوائل القرن الحالي ظهرت المواقع التي تقدم خدمة متكاملة للتعليم عن طريق الويب، وهي الخدمة التي شملت المحتوى للتعليم الذاتي بالإضافة لإمكانيات التواصل والتشارك مع زملاء الدراسة من خلال ذات الموقع أو البريد الإلكتروني. وحديثا ظهرت الفصول التفاعلية التي تسمح للمعلم أو المحاضر أن يلقي دروسه مباشرة على عشرات الطلاب في جميع أنحاء المعمورة دون التقيد بالمكان بل وتطورت هذه الأدوات لتسمح بمشاركة الطلاب بالحوار والمداخلة.
وفي أواخر عام 1980 حقق التعليم عن بعد تقدما حيث وظف التكنولوجيا المضغوطة لأفلام الفيديو التعليمية. فصار يتكون من ألياف ضوئية باتجاهين الفيديو والصوت، وبذلك استطاعت التكنولوجيا الجديدة أن تختصر المسافات الكبيرة بين المتعلمين والمعلمين وأصبح الطرفان يسمع بعضهما البعض.
ومع تقدم التكنولوجيا والاتصالات الإلكترونية، تحول التعليم عن بعد إلى تعليم باستخدام الحاسوب والإنترنت والوسائط المتعددة لتحقيق أقصى قدر من الفاعلية، وهذا كله شكله الثورة في مجال تكنولوجيا المعلومات.

### تطور التعليم عن بعد
شهد التعليم عن بعد تجارب متعددة بدءا من عام 1887، قد تتداخل مع بعضها البعض حتى لا يرى لحد فاصل بينها. يمكن عرضها حسب ما ذكره (الدباسي، 1423هـ)، و (سالم وسرايا، 1424هـ) وهي كالتالي:
1. تجربة مراكز التعلم الليلية.
2. تجربة التعلم من خلال المراسلة البريدية: حيث يتم إرسال المواد التعليمية من قبل جهة تعليمية معينة أو من المعلم إلى المتعلم دون حدوث تفاعل بينهما.
3. تجربة التعلم عبر المذياع أو الوسائل المسموعة.
4. تجربة التعلم عبر التلفاز أو الفيديو كوسائط تعليمية أكثر تطورا وحداثة من المذياع، حيث يتمتعان بتوفر عناصر الصوت والصورة والحركة في نقل المعلومات.
5. تجربة «التعلم عن بعد» عبر المذياع و/أو التلفزيون التفاعليين، وهي تقنية تقوم على مبدأ التفاعل بين المعلم والمتعلم بالصوت والصورة
6. تجربة التكنولوجيا الرقمية من خلال الحواسيب والشبكة العالمية للمعلومات والتي أصبحت في الوقت الحالي أبرز التقنيات التي يرتكز عليها نظام «التعليم عن بعد».

### الراديو والتلفاز
أدى الانتشار السريع للفيلم في عشرينيات القرن الماضي والراديو في الثلاثينيات إلى مقترحات لاستخدامه في التعليم عن بعد.

بحلول عام 1938، كان ما لا يقل عن 200 نظام مدرسي و 25 مجلس تعليمي حكومي، والعديد من الكليات والجامعات ببث برامج تعليمية للمدارس العامة.[بحاجة لمصدر]كان أحد خطوط التفكير هو استخدام الراديو كمدرس رئيسي.
يبث الخبراء في مجالات معينة دروسًا للتلاميذ داخل العديد من الفصول الدراسية لنظام المدارس العامة، ويطرحون الأسئلة ويقترحون القراءات ويقيمون الواجبات ويقومون بإجراء الاختبارات. يؤدي هذا إلى آلية التعليم ولا يترك للمعلم المحلي سوى مهام التحضير للبث والحفاظ على النظام في الفصل.
جاء الإعداد النموذجي في كنتاكي في عام 1948 عندما تعاون جون ويلكنسون تايلور، رئيس جامعة لويزفيل، مع استخدام الراديو كوسيلة للتعليم عن بعد، وأيد رئيس لجنة الاتصالات الفيدرالية المشروع وتوقع أن "الكلية" - عبر الراديو "سيضع" التعليم الأمريكي 25 سنة في المقدمة ". كانت الجامعة مملوكة للمدينة، وكان السكان المحليون يدفعون الرسوم الدراسية المنخفضة، ويتلقون موادهم الدراسية بالبريد، ويستمعون عبر الراديو إلى مناقشات الفصل الدراسي الحية التي تُعقد في الحرم الجامعي.كان الفيزيائي دانيال كيو بوسين ‏ أيضًا رائدًا في مجال التعليم عن بعد عندما استضاف دورة متلفزة من خلال جامعة دي بول.
شجع تشارلز ويديمير ‏ من جامعة ويسكونسن-ماديسون أيضًا طرقًا جديدة. من عام 1964 إلى عام 1968، مولت مؤسسة كارنيجي مشروع ويديمير للوسائط التعليمية المفصلية (AIM) الذي جلب مجموعة متنوعة من تقنيات الاتصالات التي تهدف إلى توفير التعلم للسكان خارج الحرم الجامعي. تلاشت الدورات الإذاعية في الخمسينيات. أثبتت العديد من الجهود لاستخدام التلفزيون على نفس المنوال فشلها، على الرغم من التمويل الضخم من قبل مؤسسة فورد.
من 1970 إلى 1972، مولت اللجنة التنسيقية للتعليم العالي في كاليفورنيا Project Outreach لدراسة إمكانات الاتصالات. وشملت الدراسة بجامعة كاليفورنيا، جامعة ولاية كاليفورنيا، وكليات المجتمع. أدت هذه الدراسة إلى تشريع أنظمة تعليمية منسقة تسمح باستخدام الأموال العامة للتعليم خارج الفصول الدراسية ومهدت الطريق لظهور الاتصالات السلكية واللاسلكية كمقدمة للدورات والبرامج عبر الإنترنت اليوم. و كليات المجتمع الساحل ‏، كلية المجتمع مقاطعة دالاس، و ميامي ديد كلية المجتمع ‏ قادت الطريق. في خدمة تعليم الكبار للولايات المتحدة ظهرت خدمة الإذاعة العامة إلى حيز الوجود وأصبحت السلسلة «المغلفة»، والتي تم إنتاجها بشكل فردي من أجل الائتمان جزءًا مهمًا من تاريخ التعليم عن بعد والتعلم عبر الإنترنت.

### الأنترنت
انتشار استخدام أجهزة الكمبيوتر والإنترنت جعلت التعلم عن بعد أسهل وأسرع، واليوم المدارس الافتراضية والجامعات الافتراضية تقديم المناهج الكامل عبر الإنترنت. قدرة الإنترنت على دعم طرق التدريس الصوتية والمرئية والنصية والانغماس جعلت الأشكال السابقة المتميزة من الهاتف وعقد المؤتمرات عبر الفيديو والراديو والتلفزيون والتعليم القائم على النصوص زائدة إلى حد ما. ومع ذلك، يتم استخدام العديد من التقنيات التي تم تطويرها والدروس المستفادة من الوسائط السابقة في توصيل الإنترنت.
تم تقديم الدورة التدريبية الأولى عبر الإنترنت بالكامل للحصول على ائتمان من جامعة تورنتو في عام 1984 من خلال كلية الدراسات العليا للتربية (التي كانت تسمى آنذاك OISE: معهد أونتاريو للدراسات التربوية). وكان الموضوع «المرأة والحاسوب في التعليم»، وتناول قضايا النوع الاجتماعي والحوسبة التعليمية. تأسست أول جامعة جديدة ومتصلة بالكامل عبر الإنترنت في 1994 باسمجامعة كتالونيا المفتوحة، ومقرها برشلونة، إسبانيا. في عام 1999، تم إطلاق جامعة جونز الدولية كأول جامعة عبر الإنترنت بالكامل معتمدة من قبل جمعية اعتماد إقليمية في الولايات المتحدة.
بين عامي 2000 و 2008، زاد التسجيل في دورات التعليم عن بعد بسرعة في كل بلد تقريبًا في كل من البلدان المتقدمة والنامية.  العديد من المؤسسات الخاصة والعامة وغير الربحية والهادفة للربح في جميع أنحاء العالم تقدم الآن دورات التعليم عن بعد من التعليم الأساسي وحتى أعلى مستويات الدرجات العلمية وبرامج الدكتوراه.تقدم جامعة نيويورك، جامعة كندا الدولية، على سبيل المثال، شهادات عبر الإنترنت في مجالات الهندسة والإدارة من خلال جامعة نيويورك تاندون عبر الإنترنت. تختلف مستويات الاعتماد: تقدم جامعات تحظى باحترام كبير مثل جامعة ستانفورد وجامعة هارفارد الآن دورات عبر الإنترنت - لكن المدارس الأخرى عبر الإنترنت تتلقى القليل من الإشراف الخارجي، وبعضها احتيالي بالفعل، مثل مصانع الدبلوم. في الولايات المتحدة، تتخصص لجنة اعتماد التعليم عن بعد (DEAC) في اعتماد مؤسسات التعليم عن بعد.
في الولايات المتحدة في عام 2011، تبين أن ثلث جميع الطلاب المسجلين في التعليم ما بعد الثانوي قد أخذوا دورة معتمدة عبر الإنترنت في مؤسسة ما بعد المرحلة الثانوية. استمر النمو. في عام 2013، قدمت غالبية الكليات العامة والخاصة برامج أكاديمية كاملة عبر الإنترنت. وشملت برامج التدريب في الصحة العقلية،  العلاج الوظيفي،  العلاج الأسري،  العلاج عن طريق الفن،  العلاج الطبيعي،  واستشارات إعادة التأهيل.
بحلول عام 2008، كانت برامج التعلم عبر الإنترنت متاحة في الولايات المتحدة في 44 ولاية على مستوى K-12.
منتديات الانترنت، على الإنترنت مجموعة نقاش ومجتمع التعلم على الانترنت يمكن أن تسهم في تجربة التعليم عن بعد. تظهر الأبحاث أن التنشئة الاجتماعية تلعب دورًا مهمًا في بعض أشكال التعليم عن بعد.
تتوفر الدورات الإلكترونية من مواقع الويب مثل Khan Academy وMasterClass حول العديد من الموضوعات.

## التعليم الذاتي
تستخدم معظم أنماط التعليم عن بعد تنسيقًا سريعًا مشابهًا للنماذج التقليدية القائمة على التعلم بالحرم الجامعي والتي يبدأ فيها المتعلمون الدورة التدريبية ويكملونها في نفس الوقت.
و تقدم بعض المؤسسات برامج ذاتية السرعة تسمح بالتسجيل المستمر، ويتم تحديد المدة الزمنية لإكمال الدورة التدريبية حسب وقت المتعلم ومهاراته ومستويات التزامه. يتم تقديم الدورات التدريبية ذاتية السرعة دائمًا بشكل غير متزامن. تقدم كل طريقة تسليم مزايا وعيوب للطلاب والمعلمين والمؤسسات.
أندرياس كابلان وهاينلين صنفا التعليم عن بعد إلى أربع مجموعات حسب «تبعية الوقت» و «عدد المشاركين»:
1. MOOCs (الدورات الجماعية المفتوحة عبر الإنترنت): دورة مفتوحة عبر الإنترنت (أي بدون قيود مشاركة محددة) تسمح بمشاركة غير محدودة (ضخمة)؛
2. SPOCs (الدورات التدريبية الخاصة الصغيرة عبر الإنترنت): دورة عبر الإنترنت تقدم فقط عددًا محدودًا من الأماكن، وبالتالي تتطلب شكلاً من أشكال التسجيل الرسمي؛
3. SMOCs (الدورات التدريبية الضخمة المتزامنة عبر الإنترنت): دورة عبر الإنترنت مفتوحة الوصول تسمح بمشاركة غير محدودة ولكنها تتطلب من الطلاب أن يكونوا «حاضرين» في نفس الوقت (بشكل متزامن)؛
4. SSOCs (الدورات التدريبية الخاصة المتزامنة عبر الإنترنت): دورة عبر الإنترنت تقدم فقط عددًا محدودًا من الأماكن وتتطلب من الطلاب أن يكونوا «حاضرين» في نفس الوقت (بشكل متزامن).[6]

## الفوائد
يمكن أن يوسع التعلم عن بعد  الوصول إلى التعليم والتدريب لكل من عامة الناس والشركات لأن هيكله الزمني المرن يقلل من آثار قيود الوقت العديدة التي تفرضها المسؤوليات والالتزامات الشخصية. نقل بعض الأنشطة خارج الموقع يخفف من قيود القدرة المؤسسية الناشئة عن الطلب التقليدي على المباني المؤسسية والبنية التحتية.  علاوة على ذلك، هناك إمكانية لزيادة الوصول إلى المزيد من الخبراء في هذا المجال والطلاب الآخرين من خلفيات جغرافية واجتماعية وثقافية واقتصادية وتجريبية متنوعة.  نظرًا لأن السكان عامة يصبحون أكثر انخراطًا في التعلم مدى الحياة بعد سن الدراسة العادي، يمكن للمؤسسات أن تستفيد مالياً، وقد تكون دورات الأعمال التجارية لتعليم الكبار مربحة بشكل خاص. يمكن أن تعمل برامج التعليم عن بعد كمحفز للابتكار المؤسسي  وتكون على الأقل بنفس فعالية برامج التعلم وجهًا لوجه، خاصة إذا كان المعلم على دراية وماهرة.
يمكن أن يوفر التعليم عن بعد أيضًا طريقة أوسع للتواصل في مجال التعليم. مع العديد من الأدوات والبرامج التي يجب أن تقدمها التطورات التكنولوجية، يبدو أن التواصل يزداد في التعليم عن بعد بين الطلاب وأساتذتهم، وكذلك الطلاب وزملائهم في الفصل. تعد الزيادة التعليمية عن بعد في التواصل، ولا سيما التواصل بين الطلاب وزملائهم في الفصل، بمثابة تحسن تم إجراؤه لتزويد طلاب التعليم عن بعد بأكبر عدد ممكن من الفرص التي قد يتلقونها في التعليم الشخصي. إن التحسن الذي يتم إجراؤه في التعليم عن بعد ينمو بالتوازي مع التطورات التكنولوجية المستمرة. يسمح الاتصال عبر الإنترنت في الوقت الحاضر للطلاب بالارتباط بالمدارس والبرامج المعتمدة في جميع أنحاء العالم والتي يصعب الوصول إليها للتعلم الشخصي. من خلال إتاحة الفرصة للمشاركة في المؤسسات العالمية عبر التعليم عن بعد، يتم تقديم مجموعة متنوعة من الأفكار للطلاب من خلال التواصل مع زملائهم في الفصل. هذا مفيد لأن الطلاب لديهم الفرصة «للجمع بين الآراء الجديدة وآرائهم الخاصة، وتطوير أساس متين للتعلم». وقد ثبت من خلال البحث أنه «عندما يصبح المتعلمون على دراية بالاختلافات في التفسير وبناء المعنى بين مجموعة من الأشخاص فإنهم يبنون معنى فرديًا»، مما يساعد الطلاب على أن يصبحوا على دراية بمجموعة واسعة من وجهات النظر في التعليم. لزيادة احتمالية قيام الطلاب ببناء علاقات فعالة مع بعضهم البعض أثناء الدورة، يجب على المدرسين استخدام مهام مماثلة للطلاب عبر مواقع مختلفة للتغلب على تأثير الموقع المشترك على بناء العلاقات.
تؤثر تكلفة التعليم المرتفعة على الطلاب في التعليم العالي، والتي قد يكون التعليم عن بعد بديلاً عنها لتوفير بعض الراحة. كان  التعليم عن بعد شكلاً أكثر فعالية من حيث التكلفة للتعلم، ويمكنه أحيانًا توفير قدر كبير من المال للطلاب على عكس التعليم التقليدي.  قد يكون التعليم عن بعد قادرًا على توفير قدر كبير من المال للطلاب عن طريق إزالة تكلفة النقل. بالإضافة إلى ذلك، قد يكون التعليم عن بعد قادرًا على إنقاذ الطلاب من العبء الاقتصادي للكتب المدرسية باهظة الثمن. تتوفر الآن العديد من الكتب المدرسية ككتب مدرسية إلكترونية، تُعرف بالكتب المدرسية الإلكترونية، والتي يمكن أن تقدم كتبًا مدرسية رقمية بسعر مخفض مقارنة بالكتب المدرسية التقليدية. أيضًا، أدت التحسينات المتزايدة في التكنولوجيا إلى وجود شراكة بين العديد من المكتبات المدرسية والناشرين الرقميين الذين يقدمون مواد الدورة التدريبية مجانًا، والتي يمكن أن تساعد الطلاب بشكل كبير في التكاليف التعليمية.
يستطيع الطلاب داخل الفصل التعلم بطرق لا تستطيع الفصول الدراسية التقليدية توفيرها. إنه قادر على تعزيز خبرات التعلم الجيدة، وبالتالي، يسمح للطلاب بالحصول على رضا أعلى عن تعلمهم عبر الإنترنت. على سبيل المثال، يمكن للطلاب مراجعة دروسهم أكثر من مرة وفقًا لاحتياجاتهم. يمكن للطلاب بعد ذلك معالجة الدورات الدراسية لتناسب تعلمهم من خلال التركيز بشكل أكبر على موضوعاتهم الأضعف أثناء التنقل من خلال المفاهيم التي لديهم بالفعل أو يمكنهم استيعابها بسهولة. عندما يكون تصميم الدورة وبيئة التعلم في أفضل ظروفهما، يمكن للتعليم عن بعد أن يقود الطلاب إلى رضا أعلى عن خبراتهم التعليمية. أظهرت الدراسات أن الرضا العالي يرتبط بزيادة التعلم. بالنسبة لأولئك في برنامج التعلم عن بعد للرعاية الصحية أو الصحة العقلية، فإن التفاعلات القائمة على الإنترنت لديها القدرة على تعزيز انعكاسات ومناقشات أعمق لقضايا العميل  بالإضافة إلى استجابة أسرع لقضايا العميل، حيث يتم الإشراف على أساس منتظم وهو لا يقتصر على اجتماع إشراف أسبوعي. قد يساهم هذا أيضًا في شعور الطلاب بإحساس أكبر بالدعم، نظرًا لأن لديهم وصول مستمر ومنتظم إلى معلميهم والطلاب الآخرين.
قد يمكّن التعلم عن بعد الطلاب غير القادرين على الالتحاق بالمدرسة التقليدية، بسبب الإعاقة أو المرض مثل ضعف الحركة وقمع جهاز المناعة، من الحصول على تعليم جيد.يمكن للأطفال المرضى أو غير القادرين على حضور الفصول الدراسية حضورها «شخصيًا» من خلال استخدام وكلاء الروبوت. يساعد هذا الطلاب على اكتساب خبرات في الفصل الدراسي والتفاعل الاجتماعي لا يمكنهم الحصول عليها في المنزل أو المستشفى، مع الاحتفاظ بهم في بيئة تعليمية آمنة. على مدى السنوات القليلة الماضية يدخل المزيد من الطلاب بأمان إلى الفصل الدراسي بفضل مساعدة الروبوتات. مقال من نيويورك تايمز، "A Swiveling Proxy will even wear a Tutu"، يشرح التأثير الإيجابي للتعلم الافتراضي في الفصل،  وآخر يشرح كيف يمكن حتى لروبوت بسيط وثابت التواجد عن بعد أن يساعد.  قد يوفر التعليم عن بعد وصولًا متساويًا بغض النظر عن الحالة الاجتماعية والاقتصادية أو الدخل أو منطقة الإقامة أو الجنس أو العرق أو السن أو التكلفة لكل طالب.يمكن أن يؤدي تطبيق استراتيجيات التصميم الشامل على دورات التعلم عن بعد أثناء تطويرها (بدلاً من إنشاء أماكن إقامة لطلاب محددين على أساس الحاجة) إلى زيادة إمكانية الوصول إلى مثل هذه الدورات للطلاب الذين لديهم مجموعة من القدرات والإعاقات وأنماط التعلم واللغات الأصلية. يمكن لخريجي التعليم عن بعد، الذين لم يكونوا مرتبطين بالمدرسة في ظل نظام تقليدي، التبرع بالمال للمدرسة.
قد يوفر التعلم عن بعد أيضًا فرصة أخيرة للمراهقين الذين لم يعد مسموحًا بهم في مجتمع التعليم العام بسبب الاضطرابات السلوكية. بدلاً من عدم وجود فرص أكاديمية أخرى لهؤلاء الطلاب، يمكنهم مواصلة تعليمهم من منازلهم والحصول على شهاداتهم، مما يوفر لهم فرصة أخرى ليكونوا جزءًا لا يتجزأ من المجتمع.
يوفر التعلم عن بعد للأفراد فرصة فريدة للاستفادة من خبرات وموارد أفضل الجامعات المتاحة حاليًا. يتمتع الطلاب بالقدرة على التعاون والمشاركة والتساؤل والاستنتاج واقتراح طرق وتقنيات جديدة للتحسين المستمر للمحتوى. تعد القدرة على إكمال الدورة التدريبية بوتيرة مناسبة لكل فرد هي الطريقة الأكثر فاعلية للتعلم نظرًا للمتطلبات الشخصية في الوقت والجدول الزمني.يوفر التعلم الذاتي عن بعد على جهاز محمول، مثل الهاتف الذكي، أقصى قدر من المرونة والقدرة.

### أهداف التعليم عن بعد
- الإسهام في رفع المستوى الثقافي والعلمي والاجتماعي لدى أفراد المجتمع.
- سد النقص في أعضاء هيئة التدريس والمدربين المؤهلين في بعض المجالات كما يعمل على تلاشي ضعف الإمكانيات.
- العمل على توفير مصادر تعليمية متنوعة ومتعددة مما يساعد على تقليل الفروق الفردية بين المتدربين وذلك من خلال دعم المؤسسات التدريبية بوسائط وتقنيات تعليم متنوعة وتفاعلية.
- رعاية الطلاب
- خلق فرص وظيفيه اعلى لمن فاته التعليم المنتظم ممن هو على رأس العمل حتى يكون مفيدا.

## الانتقادات

### معوقات التعليم عن بعد
هناك الكثير من المعوقات التي تؤثر في التعليم عن بعد أهمها:
1. التكلفة العالية.
2. عدم تأهيل بعض الطلاب للتعامل مع التكنولوجيا.
3. صعوبة تعامل الطلاب من خلال الفصل الافتراضى ومع المعلمين.
4. عدم التزام بعض الطلاب بمواعيد الدراسة المحددة.
5. نظرية التأجيل التي يعتمد عليها اغلب الطلاب.
6. قد ينغمر الطلاب أكثر مع عالم التنكولوجيا ويهمل الحياة العادية.
7. عدم وجود معلمين كفئ ومتدربين على التعامل مع الطلاب من خلال التكنولوجيا.
8. نظرة المجتمع إلى هذا الاسلوب من التعلم.
9. نظرة المتعلم إلى أن الفرص الوظيفيه لا يمكن الحصول عليها عن طريق هذا النمط من التعليم.
10. عدم الاعتراف بالتعليم عن بعد من قبل وزارات التعليم العالي في بعض الدول العربية خصوصاَ.
11. ضعف شبكة الإنترنت في بعض المناطق مما يوثر على جودة الإتصال.

## التعليم الإلكتروني
يسهل الاستخدام الحديث للتعليم الإلكتروني(وتسمى أيضًا بتكنولوجيا التعليم) التعلم عن بعد والتعلم المستقل من خلال الاستخدام المكثف لتكنولوجيا المعلومات والاتصالات (ICT)،  لتحل محل تسليم المحتوى التقليدي بالمراسلات البريدية. يمكن أن يكون التدريس متزامنًا وغير متزامن عبر الاتصال عبر الإنترنت في بيئة تعلم تفاعلية أو مجتمعات افتراضية، بدلاً من الفصل الدراسي المادي. «يتحول التركيز إلى معاملة التعليم في شكل مجتمع افتراضي من المتعلمين المستدامين عبر الزمن.»
واحدة من أهم القضايا التي تمت مواجهتها في نموذج المراسلة السائد للتعليم عن بعد هي مسافة المعاملة، والتي تنتج عن نقص التواصل المناسب بين المتعلم والمعلم. وقد لوحظ أن هذه الفجوة تتسع إذا لم يكن هناك اتصال بين المتعلم والمعلم ولها آثار مباشرة على عملية التعلم والمساعي المستقبلية في التعليم عن بعد. بدأ مقدمو خدمات التعليم عن بعد في تقديم استراتيجيات وتقنيات وإجراءات مختلفة لزيادة حجم التفاعل بين المتعلمين والمعلمين. تم تصميم هذه التدابير، على سبيل المثال، البرامج التعليمية وجهًا لوجه الأكثر تكرارًا، وزيادة استخدام تكنولوجيا المعلومات والاتصالات بما في ذلك المؤتمرات عن بعد والإنترنت، لسد الفجوة في مسافة المعاملات.

## شهادات
بيانات الاعتماد عبر الإنترنت للتعلم هي أوراق اعتماد رقمية يتم تقديمها بدلاً من أوراق الاعتماد الورقية التقليدية لمهارة أو إنجاز تعليمي. ترتبط مباشرة إلى تنمية متسارعة تكنولوجيات الاتصال بالإنترنت، ووضع  شارات الرقمية ‏، جوازات السفر الإلكترونية  و  دورات ضخمة على شبكة الإنترنت المفتوحة  (MOOCs) لديها تأثير مباشر جدا على فهمنا للتعلم، والاعتراف والمستويات كما انها تشكل تحديا مباشرا للوضع الراهن. من المفيد التمييز بين ثلاثة أشكال من بيانات الاعتماد عبر الإنترنت: بيانات الاعتماد القائمة على الاختبار، والشارات عبر الإنترنت، والشهادات عبر الإنترنت.

## دراسات أكاديمية حول التعليم عن بعد
يمكن القول أن جائحة كورونا أوجبت على الأسر بالعالم على ممارسة تجربة التعليم عن بعد للأبناء وفد أسفرت نتائج التعليم عن بعد بعدة تأثيرات كما يرى أستاذ علم النفس التربوي في جامعة غوته الأكاديمي «فراي» في أن متوسط تنمية المهارات أثناء إغلاق المدارس في ربيع 2020 «يمكن وصفه بالركود مع ميل إلى التراجع في المهارات المكتسبة، وبالتالي فهو يقع في نطاق مماثل لتأثير العطلة الصيفية»، على حد وصف فراي. وهناك عدة دراسات قدمت حول التعليم عن بعد ومستقبل التعليم بصورة عامة

## أمثلة واقعية
- جامعة تونس الافتراضية
- الجامعة الافتراضية السورية
- الجامعة السعودية الإلكترونية
- شبكة الجامعات الافتراضية في العالم الإسلامي
- معهد إي أف إنجلش لايف البريطاني